# Primeira Avenida
A Primeira Avenida (também chamada de First Avenue) é uma via norte-sul no lado leste do distrito de Manhattan na cidade de Nova York. Ela segue desde a Houston Street norte através de 125 quadras antes de terminar na ponte da Avenida Willis, no Bronx, próximo ao rio Harlem, rua 127 leste. O tráfego na Primeira Avenida corre para o norte (uptown), em sentido único.

## História
Como a maioria das grandes avenidas norte-sul de Manhattan, a Primeira Avenida teve sua construção proposta como parte do plano dos comissários de 1811 para Manhattan, que designou 12 largas avenidas norte-sul a todo o comprimento da ilha. First Avenue tem um tráfego de mão única desde 4 de junho de 1951 e também conta com uma ciclovia protegida que foi estabelecida ao longo do lado esquerdo da avenida sul.

## Na cultura popular
- A cena de abertura de Os Caça-Fantasmas 2 foi filmado no cruzamento da Primeira Avenida com a Rua 77.[3]
- Na série de TV Seinfeld, Kramer descreve a interseção de Primeira Avenida com a Rua 1 como o "nexo do universo". Isto forneceu o nome de um clube noturno chamado Bar Nexus naquele local.[4]